# Grosse Sandspitze

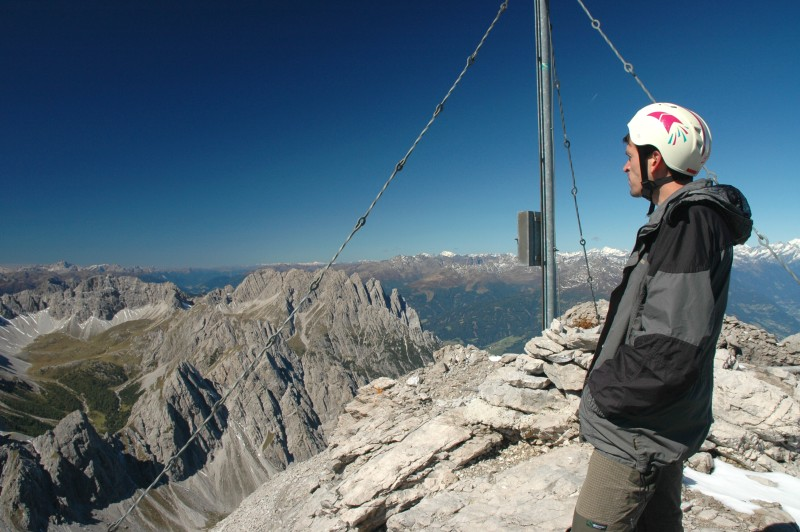
Na vrcholu Grosse Sandspitze

Grosse Sandspitze je se svými 2770 metry nejvyšším vrcholem Gailtalských Alp, které leží v rakouské spolkové zemi Tyrolsko. Grosse Sandspitze leží v podskupině Lienzské Dolomity. Gailtalské Alpy patří do skupiny Jižních vápencových Alp.

## Historie
Prvovýstup na vrchol Grosse Sandspitze náleží Franzi Mitterhoferovi, sedlákovi z Tristachu dne 2. července 1886. První turistický výstup uskutečnil August Kolp und Ignaz Linder o několik dní později 20. července 1886.

## Přístup
Z údolí Oberdrautal z obce Lavant vyjet po horské silnici na parkoviště k chatě Dolomiten Hütte (1616 m n. m.).

## Výstup
Na vrchol nevede normální chodecká výstupová cesta, pouze dvě zajištěné cesty: z jižní strany Ari-Schübel-Steig (obtížnost B/C) a ze severní strany dlouhá a náročná zajištěná cesta Sepp-Oberlechner Gedächtnis Weg (obtížnost C/D-D).
Od chaty Dolomitten Hütte je možné vystoupit po široké pohodlné cestě na chatu Karlsbader Hütte. Druhou variantou je jednoduchá zajištěná cesta Rudi-Eller-Weg, která vede pod západní stěnou vrcholu Laserzwand a kousek pod chatou Karlsbader Hütte se napojuje na normální výstupovou cestu. Těsně před chatou Karlsbader Hütte se odbočí podle rozcestníku vlevo nahoru. Cesta stoupá suťoviskem a po cca 20 minutách se rozdvojuje: doleva vede zeleně značená Gebirgsjägersteig a rovně pokračující modře značená Ari-Schübel-Steig. Příjemnou kombinací je použití cesty Gebirgsjägersteig jako výstupové cesty a cesty Ari-Schübel-Steig jako cesty sestupové. Odbočí se tedy doleva a po chvíli dojdeme pod stěnu k nástupu do zajištěné cesty Gebirgsjägersteig. Jedná se o mírně obtížnou zajištěnou cestu (B/C). Část cesty vede v jižní stěně a část cesty neustále zasněženým žlabem. Na konci cesty Gebirgsjägersteigu se napojíme na Ari-Schübel-Steig, obejdeme vrchol Kleine Sandspitze na severní stranu do malé skalní rozsedliny a tady následuje nejtěžší místo zajištěné cesty a výstup na samotný vrchol.

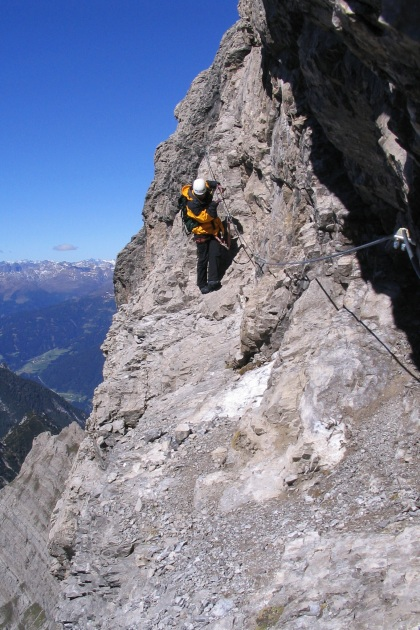
Zajištěná cesta Ari Schübel Steig

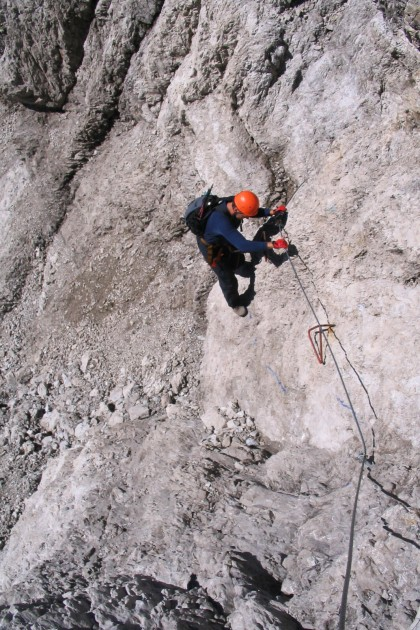
Zajištěná cesta Ari Schübel Steig

## Mapy
- Freytag a Berndt WK 182 (Lienzer Dolomiten - Lesachtal) - 1:50000
- Kompass WK 47 (Lienzer Dolomiten – Lesachtal) - 1:50000

## Externí odkazy

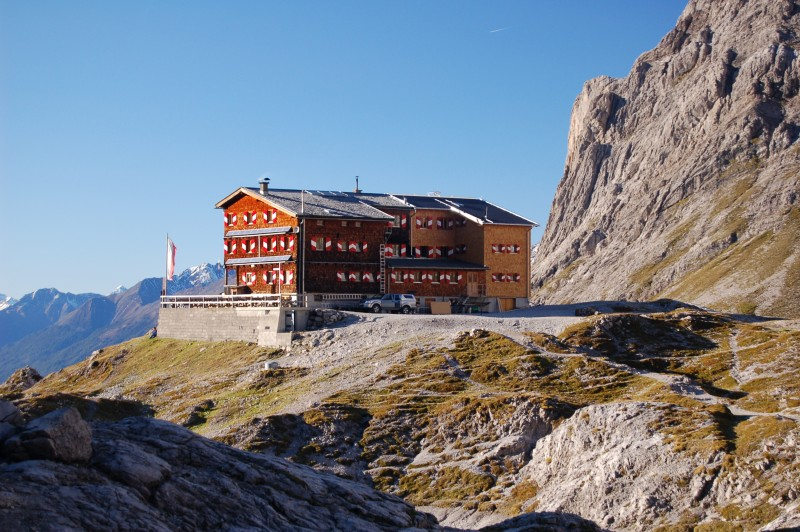
Karlsbaderhütte